# Renaud Garcia-Fons
Renaud Garcia-Fons, född 24 december 1962, är en fransk kontrabasist och kompositör. Han har släppt flera skivor och är främst influerad av klassisk musik, jazz och flamenco.

## Karriär
Garcia-Fons påbörjade sina musikstudier redan i tidig ålder. När han var fem år gammal började han spela piano, bytte till klassisk gitarr när han var åtta, spelade rock-musik under tonåren, för att slutligen bestämma sig för kontrabas när han var 16. Han fick sin formella musikaliska utbildning på Conservatoire de Paris, där han studerade tillsammans med François Rabbath, som lärde Garcia-Fons den speciella spelstilen arco.